# Anabasis echinus
Anabasis echinus är en amarantväxtart som beskrevs av Friedrich August Marschall von Bieberstein. Anabasis echinus ingår i släktet Anabasis och familjen amarantväxter. Inga underarter finns listade i Catalogue of Life.